# La peluquería de don Mateo (Uruguay)
La peluquería de don Mateo es un programa de televisión humorístico uruguayo emitido desde el 6 de febrero de 2021 por Canal 10. Protagonizado inicialmente por Álvaro Navia, Alberto Sonsol, Florencia Infante y Luis Orpi. Se trata de la versión uruguaya del formato argentino del mismo nombre, creado por Gerardo Sofovich.

## Historia
La producción de la versión uruguaya de La peluquería de don Mateo se anunció a fines del año 2020. Quien llevó a cabo la idea y realización fue Álvaro Navia, quien tras abandonar Argentina y volver al Uruguay, pudo confirmar junto a una empresa productora las versiones uruguayas de los programas Polémica en el bar y La peluquería de don Mateo.
El estreno del programa fue el día 6 de febrero de 2021 con un elenco conformado por Álvaro Navia, Alberto Sonsol, Florencia Infante y Luis Orpi. La primera emisión midió 9,5 puntos de audiencia ubicándose primero en el día, según la empresa Kantar Ibope Media.
En el mes de marzo, Alberto Sonsol quien actuaba del "cliente", falleció por COVID-19. Debido a ese acontecimiento, el programa le rindió homenaje, y fue reemplazado por el actor Sebastián Almada en ese personaje, tras los reemplazos de Kairo Herrera y Graciela Rodríguez. En el mes de junio, Rosina Benenati se incorpora al programa interpretando varios personajes.
En 2022 se estrenó la segunda temporada, con Julio Ríos como «el cliente», en reemplazo de Sebastián Almada.

## Elenco
- Álvaro Navia como Don Mateo
- Alberto Sonsol (†) como el cliente (2021)
- Florencia Infante como Capullito de Alelí (2021)
- Luis Orpi como varios personajes
- Sebastián Almada como el cliente (2021)
- Rosina Benenati como varios personajes (2021)
- Julio Ríos Corbo como el cliente (2022 - presente)

## Temporadas
- Temporada 1: 6 de febrero - 12 de diciembre de 2021.
- Temporada 2: 5 de marzo de 2022 - presente.